# 北海道ホテル
北海道ホテル（ほっかいどうホテル）は、北海道帯広市にあるホテル。十勝毎日新聞社グループの株式会社勝毎ホールディングスが運営する。

## 沿革
- 1899年（明治32年）：北海道ホテルの前身となる「北海館」開業[5]。
- 1902年（明治35年）：小泉碧が経営に乗り出す[5]。
- 1905年（明治38年）：帯広駅前に新築移転。
- 1966年（昭和41年）：現在地に新築移転（画家の能勢眞美がかつて住んでいた場所）。
- 1986年（昭和61年）：株式会社ニュー北海ホテル帯広を設立し、帯広駅前にビジネスホテル「ホテルヒーロー」開業[6][7]。
- 1991年（平成03年）：十勝毎日新聞社グループとなる[8]。
- 1994年（平成06年）：「北海道ホテル」と改称。
- 1995年（平成07年）：大規模改築してグランドオープン。『帯広市都市景観賞』受賞[9][10]。
- 2000年（平成12年）：ホテルヒーローが隣接地に新築移転[7]。
- 2010年（平成22年）：ホテルヒーローを北海道旅客鉄道（JR北海道）に売却[7]（後の「JRイン帯広」、2021年11月閉館）。
- 2015年（平成27年）：客室やレストラン、教会など施設の一部をリニューアルし、「森のスパリゾート 北海道ホテル」と改称[11]。トリップアドバイザーの「エクセレンス認証」を5年連続で受賞し、「殿堂入り」する[12]。
- 2020年（令和02年）：運営会社の商号が「株式会社北海道ホテル」から「株式会社勝毎ホールディングス」に変更[13]。

上述の通り、2015年に「森のスパリゾート」というコンセプトを打ち出し、隣接する森に住むリスの紹介をする「朝のリスガイド」の開始、本格的なフィンランド式サウナの導入（2019年6月）などの施策を行った結果、新型コロナウイルス感染症の流行下でも高稼働率をキープし、2021年も客室稼働率が80%と非常に高い数字を示している。

## 施設
客室
- ガーデンウィング
  - ガーデンツイン (31 m²)
  - テラスツイン (31 m²)
  - デラックスダブル (27 m²)
  - モダンダブル (27 m²)
  - フォレストスパツイン (45 m²)
  - プレミアム・スパスイート (81 m²)
- 日高ウィング
  - シングルルーム (15 m²)
  - ノルディックツイン (24 m²)
  - ノルディックツインレイズ (24 m²)
  - ノルディックバンクツイン (24 m²)
  - スーペリアツイン (30 m²)
  - デラックスツイン (31 m²)
  - サウナツイン「ととのえ」(32ｍ²)
  - メゾネットテラスツイン「KAMIAWA」(68m²)
  - メゾネットフォース (98 m²)

温泉
- モール温泉（源泉42.3度）

宴会・会議場
- 大宴会場 大雪の間（760 m², 収容人数90 - 756人）
- ポロシリの間（200 m², 収容人数80 - 160人）
- ポプラ・ハマナスの間（80 m² - 121 m², 収容人数18 - 110人）
- 樹海の間・高坏の間（63 m² - 68 m², 収容人数36 - 64人）

レストラン
- バード・ウォッチ・カフェ
- 和食・六郎
- EZO TEPPAN W6
- 天ぷら・鶴来（つるぎ）
- 鮨処・春日
- バー・ベア
- ラウンジ・ダイヤモンドダスト

その他
- 森の教会
- ギャラリー（能勢眞美の絵画などを展示）
- スーベニアショップ・エブリシングノース

## アクセス
- 北海道旅客鉄道（JR北海道）帯広駅から車で約5分、徒歩で約15分
- 帯広空港（とかち帯広空港）から車で約30分、北海道拓殖バス 空港連絡バスで約35分
- 釧路から車で約2時間30分